# Four Leaves Clover
『Four Leaves Clover』（フォー・リーブズ・クローバー）は、Kiroroの4枚目のアルバム。2002年12月18日発売。発売元はビクターエンタテインメント。

## 収録曲
作詞・作曲：玉城千春／編曲：重実徹（特記以外）
1. 星砂
2. ひとつぶの涙
  - 編曲：Kiroro
3. A song of love
4. 愛さない
  - 作詞・作曲：金城綾乃
5. 君の声
6. チョコレート
  - 作詞・作曲：金城綾乃
7. くもりのち晴れ
8. 秋風
  - 作詞・作曲：Kiroro
9. 落書き
10. Best Friend（Album version）
11. 約束

## 演奏
- 玉城千春：Vocal & Chorus
- 金城綾乃：Piano & Chorus
- 重実徹
  - Keyboards & Programming (#1.3-9.11)
  - Organ (#2)
- 野口明彦：Drums (#1)
- 渡辺等：Bass (#1.7)
- 古川望：Guitar (#1.3.4.9)
- 土岐英史：Sax (#1)
- 青山純：Drums (#3.4.9)
- 三沢またろう：Percussion (#3.7.9.11)
- 種子田健：Bass (#3.4.9.11)
- 小林太：Trumpet (#3.6.9)
- 竹上良成：Sax (#3.6.9)
- 小倉博和：Guitar (#5.7.11)
- 山本拓夫：Flute (#5)
- 弦一徹ストリングス：Strings (#5.6)
- 野村裕幸：Trombone (#6.9)
- 中西俊博：Violin (#7)
- 西脇辰弥：Harmonica (#11)
- Noritoshi Tamashiro, Yushi Miyazato, Takako Oshiro, Haruki Tamashiro, Homare Ikehara, Manami Matsuda, Yukari Toubaru, Kensaku Takara, Naoaki Chibana, Jun Nagamine, Yuko Takada, Yuima：Chorus (#11)